# Karuna Trust
Der Karuna Trust ist eine 1987 von Hannumappa Reddy Sudarshan gegründete und von den Freunden des Westlichen Buddhistischen Ordens (FWBO) geleitete Nichtregierungsorganisation in Indien; sie kooperiert eng mit ihrer Partnerorganisation Karuna Deutschland.

## Ziele
Ziel des Karuna Trust ist es, Würde und Selbstvertrauen zu fördern und die Schranken zwischen Kasten und Religionen zu überwinden.
Der Trust finanziert Projekte wie zum Beispiel Slum-Kindergärten, Krankenstationen oder Erwachsenenbildung und verbessert damit die Lebensbedingungen Tausender von Menschen.
Der Karuna Trust wird von Ashoka unterstützt, der „internationalen Non-Profit-Organisation zur Förderung von Social Entrepreneurs“.

## Auszeichnungen
- Rajyothsava State Award (1984) - For social work Government of Karnataka
- Vivekananda Seva Puraskar (1991)
- Environment Award (1992) Government of Karnataka
- Dr B. R. Ambedkar Centenary Award (1992) Government of Karnataka
- International Distinguished Physician (1995) American Association of Physicians of Indian Origin (AAPI)
- Dr Pinnamaneni & Seethadevi Foundation Award (1995)
- Karnataka Jyothi Award (1997)
- Basava Shree Award (1999)
- Padmashree Award (2000) President of India
- Human Rights Award (2001)
- Mahaveer Award (2001)
- Krishnadevaraya Award (2002)
- Devaraj Urs Award (2003) Government of Karnataka
- Vivekananda Medal – Ramakrishna Mission, 2004

## Karuna Deutschland
Karuna Deutschland e.V. ist ein gemeinnütziger Verein mit Sitz in Essen, mit dem Ziel, die Lebenssituation von strukturell und gesellschaftlich besonders benachteiligten Bevölkerungsgruppen in Indien und Nepal zu verbessern. Er wurde 2007 von Unterstützern und Mitgliedern der Buddhistischen Gemeinschaft Tritatna in Essen gegründet.

### Projekte
In Zusammenarbeit mit Projektpartnern vor Ort unterstützt Karuna Deutschland folgende Projekte:
- Gewalt gegen Frauen beenden! Das Maitri Netzwerk[3]
- Stimme der Frauen – Zugang zu Justiz und Gerechtigkeit[4]
- Sichere Geburten für junge Mütter und Babys in Süd-Nepal[5]
- Starke Mädchen in Nepal – Bildungschancen für benachteiligte Kinder im Terai
- Schutzbedürftige Mädchen leben sicher - BH Amravati
- Selbstverteidigung und Selbstbewusstsein – Prabodhini Selbstverteidigungsprojekt[6]
- Menschenwürdige Arbeit für Frauen – Women Social Projekt
- Schule für tibetische Flüchtlingskinder in Kalimpong
- Yashodhara Schulwohnheim für Nomadenkinder

Der Verein kooperiert eng mit seiner Partnerorganisation Karuna Trust sowie mit weiteren Organisationen.